# Вовіль-ле-Баон
Вові́ль-ле-Бао́н (фр. Veauville-lès-Baons) — колишній муніципалітет у Франції, у регіоні Нормандія, департамент Приморська Сена. Населення — 749 осіб (2011).
Муніципалітет був розташований на відстані близько 145 км на північний захід від Парижа, 34 км на північний захід від Руана.

## Історія
До 2015 року муніципалітет перебував у складі регіону Верхня Нормандія. Від 1 січня 2016 року належав до нового об'єднаного регіону Нормандія.
1 січня 2019 року Вовіль-ле-Баон і Отрето було об'єднано в новий муніципалітет Ле-О-де-Ко.

## Демографія
Динаміка населення (INSEE ):
Розподіл населення за віком та статтю (2006):
| Стать | Всього | До 15 років | 15-24 | 25-44 | 45-64 | 65-85 | Понад 85 |
| --- | ------ | ----------- | ----- | ----- | ----- | ----- | -------- |
| Чоловіки | 317    | 64          | 24    | 76    | 97    | 56    | 0        |
| Жінки | 345    | 76          | 24    | 96    | 101   | 44    | 4        |
| \| Статево-вікова піраміда \| Статево-вікова піраміда \| Статево-вікова піраміда \| \| ----------------------- \| ----------------------- \| ----------------------- \| \| Чоловіки \| Вік \| Жінки \| \| 0 \| 85 + \| 4 \| \| 12 \| 80-84 \| 0 \| \| 8 \| 75-79 \| 12 \| \| 24 \| 70-74 \| 20 \| \| 12 \| 65-69 \| 12 \| \| 20 \| 60-64 \| 8 \| \| 44 \| 55-59 \| 44 \| \| 16 \| 50-54 \| 16 \| \| 17 \| 45-49 \| 33 \| \| 12 \| 40-44 \| 16 \| \| 32 \| 35-39 \| 32 \| \| 20 \| 30-34 \| 28 \| \| 12 \| 25-29 \| 20 \| \| 16 \| 20-24 \| 4 \| \| 8 \| 15-20 \| 20 \| \| 24 \| 10-14 \| 40 \| \| 28 \| 5-9 \| 20 \| \| 12 \| 0-4 \| 16 \| |        |             |       |       |       |       |          |
| Статево-вікова піраміда |        |             |       |       |       |       |          |
| Чоловіки | Вік    | Жінки       |       |       |       |       |          |
| 0 | 85 +   | 4           |       |       |       |       |          |
| 12 | 80-84  | 0           |       |       |       |       |          |
| 8 | 75-79  | 12          |       |       |       |       |          |
| 24 | 70-74  | 20          |       |       |       |       |          |
| 12 | 65-69  | 12          |       |       |       |       |          |
| 20 | 60-64  | 8           |       |       |       |       |          |
| 44 | 55-59  | 44          |       |       |       |       |          |
| 16 | 50-54  | 16          |       |       |       |       |          |
| 17 | 45-49  | 33          |       |       |       |       |          |
| 12 | 40-44  | 16          |       |       |       |       |          |
| 32 | 35-39  | 32          |       |       |       |       |          |
| 20 | 30-34  | 28          |       |       |       |       |          |
| 12 | 25-29  | 20          |       |       |       |       |          |
| 16 | 20-24  | 4           |       |       |       |       |          |
| 8 | 15-20  | 20          |       |       |       |       |          |
| 24 | 10-14  | 40          |       |       |       |       |          |
| 28 | 5-9    | 20          |       |       |       |       |          |
| 12 | 0-4    | 16          |       |       |       |       |          |

## Економіка
2010 року серед 481 особи працездатного віку (15—64 років) 352 були активними, 129 — неактивними (показник активності 73,2%, у 1999 році було 75,1%). З 352 активних мешканців працювало 329 осіб (178 чоловіків та 151 жінка), безробітними було 23 (7 чоловіків та 16 жінок). Серед 129 неактивних 40 осіб було учнями чи студентами, 62 — пенсіонерами, 27 були неактивними з інших причин.

У 2010 році в муніципалітеті числилось 273 оподатковані домогосподарства, у яких проживали 743,0 особи, медіана доходів виносила 18 562 євро на одного особоспоживача